# Francisco Javier Angulo Guridi
Francisco Javier Angulo Guridi (Santo Domingo, 3 de diciembre de 1816 - San Pedro de Macorís, 7 de diciembre de 1884) fue un periodista y escritor dominicano.
Fue hijo de la aristócrata dominicana doña Francisca Guridi y Leoz-Echálaz y del militar dominicano al servicio de España, don Andrés Angulo Cabrera, el cual se estableció en Cuba después de la primera independencia de Santo Domingo. Allí permaneció durante su juventud y se inició en el periodismo y la literatura. Posteriormente volvió a Santo Domingo donde participó en la Guerra de la Restauración contra España. Su hermano fue el también escritor Alejandro Angulo Guridi.

## Obras
- Ensayos poéticos
- Geografía de las Islas de Santo Domingo
- Silvio
- La ciguapa
- La campana del higo
- Iguaniona
- Las leyendas
- La campaña del negro
- El conde de Leos
- La fantasma de Higüey